# Герб Пылвамаа
Герб Пылвамаа — официальный символ уезда Пылвамаа, одного из уездов Эстонии, утверждён в 1996 году.

## Описание и символика
В золотом поле три чёрных сидящих бобра в левую перевязь.
При обсуждении вопроса о том, какие символы могли быть изображены в гербе, выбор пал на бобров, что объяснялось тем, что как бобры являются для Эстонии относительно новыми животными, так и Пылвамаа является новой административной единицей. В то же время огромное количество озёр на территории уезда приводит к тому, что популяция бобров в Пылвамаа довольно высока. Кроме того, указывались общие черты бобров и жителей Пылвамаа — самостоятельность, стойкость, трудолюбие и стремление прочно делать своё дело. Также бобры символизируют благоприятную экологическую ситуацию в уезде, в котором нет крупной промышленности. Уезд Пылвамаа приблизительно соответствует территории образованного в 1922 году Выруского уезда, который в административном отношении делился на Пылваский, Ряпинаский и Канепиский приходы (эст. kihlkund). Количество бобров символизирует прежние три прихода Выруского уезда.

## История
В 1994 году по инициативе уездного старейшины Маргуса Лейво и председателя Совета муниципалитетов уезда Ааво Пиндмаа была начата разработка герба уезда. 7 ноября 1996 года герб Пылваского уезда был зарегистрирован.